# Mount Bogong
Mount Bogong (1986 meter) is de hoogste berg in de Australische staat Victoria. Hij maakt deel uit van de Australische Alpen, die op hun beurt het zuidelijke gedeelte van het Groot Australisch Scheidingsgebergte vormen. De berg ligt in het Nationaal park Alpine.